# Yudong Xiang
Yudong Xiang (kinesiska: 鱼洞, 鱼洞乡) är en socken i Kina. Den ligger i provinsen Yunnan, i den sydvästra delen av landet, omkring 360 kilometer nordost om provinshuvudstaden Kunming. Antalet invånare är 19 725. Befolkningen består av 9 546 kvinnor och 10 179 män. Barn under 15 år utgör 31 %, vuxna 15-64 år 62 %, och äldre över 65 år 5,0 %.
Genomsnittlig årsnederbörd är 1 152 millimeter. Den regnigaste månaden är juli, med i genomsnitt 224 mm nederbörd, och den torraste är december, med 19 mm nederbörd.